# Konrad Hornschuch AG
Die Konrad Hornschuch AG mit Sitz in Weißbach, Baden-Württemberg, produziert Folien und Kunstleder. Seit 2017 gehört das Unternehmen zur Continental AG.

## Unternehmensprofil
Hornschuch produziert und vermarktet im Geschäftsfeld Inneneinrichtung unter der Marke D-c-fix Design- und Funktionsfolien für den Endverbraucher. Unter der Industriemarke skai führt das Unternehmen Folien und beschichtete Trägermaterialien für die Möbel-, Automobil-, Textil- und Bauindustrie. Zur Gruppe gehören neben den fünf europäischen Vertriebsgesellschaften zwei Produktionsbetriebe: O’Sullivan Films, Inc. in Winchester (Virginia, USA), sowie kek-Kaschierungen GmbH in Herbolzheim. Mit den fünf Vertriebsgesellschaften agiert der Konzern in den für die Branche wichtigen europäischen Zentren Paris, Mailand, Prag, Moskau und London. Hinzu kommen Vertretungen in über 80 Ländern weltweit.

## Geschichte
Das Unternehmen wurde von Konrad Hornschuch (1864–1943) im Jahr 1905 in Urbach gegründet. Hornschuch entstammte einer Fabrikantenfamilie, sein Vater Heinrich Hornschuch (1838–1912) hatte bereits das Textilhaus Weber & Ott in Fürth zu einem bedeutenden Großunternehmen ausgebaut. Der Sohn war seit 1887 mit Luise Mathilde Leuze (1866–1951), der Tochter des württembergischen Industriellen Christoph Adolf Leuze, verheiratet. Er war zunächst Teilhaber im väterlichen Unternehmen, trat aber 1905 bei dessen Umwandlung in eine Familien-Aktiengesellschaft aus dieser aus und gründete mit Hilfe der Familie Leuze in Urbach sein eigenes Unternehmen. 1920 trat Konrad Hornschuch außerdem als Gesellschafter in die Textilgesellschaft Weißbach ein.
Die Produktion in Urbach begann 1906 als Baumwoll-Spinnerei, vorwiegend mit englischen Spinnmaschinen. Noch im selben Jahr kam eine Weberei hinzu, 1908 außerdem auch eine Färberei. Während des Ersten Weltkriegs wurde die Produktion auf Papiergarn umgestellt, außerdem erlangte man Aufträge zum Einfärben von Drillichgarn. Nach dem Ersten Weltkrieg kehrte man zur Produktion und Verarbeitung von Baumwollgarn zurück. Außerdem wurden Streifensatin und einfache Hemdenstoffe hergestellt. 1922 wurde die Färberei modernisiert. Gegen Ende der 1920er Jahre lag der Schwerpunkt der Produktion auf Bett-, Leib- und Tischwäsche. In den 1930er Jahren, inzwischen war eine eigene Näherei hinzugekommen, setzte sich allmählich die Produktion von Zellwollgewebe durch. Für die Weiterverarbeitung in Weißbach wurden darüber hinaus Kattun, Renforcé und Schlauchgewebe hergestellt. Im Zweiten Weltkrieg wurde die Produktion den geänderten Wirtschaftsverhältnissen angepasst, u. a. wurden keine Luxusartikel wie Damast mehr hergestellt. Die Fabrikanlagen haben den Krieg ohne größere Schäden überdauert. Allerdings kam die Produktion im Frühjahr 1945 infolge Kohlenmangels und nach dem Einmarsch der Amerikaner zeitweilig zum Erliegen. Die zur Produktion nötige Baumwolle konnte erst im Lauf des Jahres 1946 wieder regelmäßig beschafft werden, Strom- und Kohlemangel führten 1947 noch zu größeren Produktionsausfällen.
Das Werk in Weißbach wurde 1891 an der Stelle einer abgebrannten Mahlmühle als Textilfabrik Schaufler & Wundt gegründet und 1898 in eine GmbH umgewandelt. In Weißbach wurden zunächst vor allem Kaliko, Kunstleinen und Kunstbrandsohlen hergestellt. Der Betrieb kam 1917 infolge des Ersten Weltkriegs zum Erliegen, nahm 1919 jedoch wieder die Fertigung auf und wuchs ab 1924 durch den Anschluss an das Eisenbahnnetz rasch an. Nach der Eingliederung in die neu gegründete Konrad Hornschuch AG 1927 wurde Kunstleder zu einem weiteren wichtigen Produkt in Weißbach. Die in eigenen Labors entwickelten Kunststoffe und frühen Kunstlederarten fanden für Bucheinbände, Regenumhänge, Tischdecken, Taschen, Möbel oder Automobil- und Buspolsterungen Verwendung. Der Zweite Weltkrieg schränkte die Produktion in Weißbach stark ein, da ein Teil der Belegschaft zur Motorenfertigung für die NSU-Werke in Neckarsulm verpflichtet wurde. Durch Kampfhandlungen kurz vor Kriegsende wurden die Gebäude und Anlagen in Weißbach stark beschädigt, nach Kriegsende wurden die noch vorhandenen Spezialmaschinen teilweise gestohlen oder beschlagnahmt. Nach einer Unterbrechung von nahezu einem Jahr lief im November 1945 wieder eine eingeschränkte Produktion an, der weitere Wiederaufbau zog sich über die folgenden Jahre hin.
Nach dem Tod des Gründers 1943 hatte dessen Sohn Willy Hornschuch (1889–1962) die Leitung des Unternehmens übernommen und baute es nach der Währungsreform 1948 maßgeblich weiter aus: die Gebäude und Maschinen wurden umfassend modernisiert, die Produktionsabläufe rationalisiert und die Produktpalette erweitert. Ab 1958 wurden die selbstklebende Dekorfolie d-c-fix und das Kunstleder skai als Marken etabliert. d-c-fix wurde innerhalb weniger Jahre zum Gattungsbegriff für derartige Folien. 1973 wurde Skai als Synonym für Kunstleder in den Duden aufgenommen. Das Material fand in der Automobilindustrie u. a. für Polsterbezüge, Tür- und Seitenbespannungen sowie Tiefziehfolien für Armaturenbretter Verwendung. Modedesigner wie Gucci verwendeten das Material für ihre Handtaschen und weitere Accessoires. Mit Beginn der Do-it-yourself-Welle kam Anfang der 1970er Jahre die d-c-fix-Kurzrolle in den Einzelhandel.
Willy Hornschuch wurde wie auch schon sein Vater für seine unternehmerische Leistung vielfach geehrt, u. a. mit der Ehrenbürgerschaft mehrerer Gemeinden, mit der Ehrensenatorwürde der Universität Tübingen und mit dem Großen Bundesverdienstkreuz. Nach Willy Hornschuchs Tod 1962 übernahm sein Schwiegersohn Hermann Widenmeyer (1912–1976), der seit 1946 das Werk in Weißbach leitete, die Unternehmensführung. Nach dessen Tod wechselten die Besitzverhältnisse mehrfach, 1983 erfolgte schließlich der Börsengang des Unternehmens.
Ein Großbrand im Werk Weißbach zerstörte 1968 einen Großteil der dortigen Produktionsabteilung. In der Folge investierte Hornschuch mehr als 50 Millionen D-Mark in neue Fertigungstechnologie und in ein Forschungs- und Entwicklungszentrum mit einer Nutzfläche von 8.000 Quadratmetern. 1976 wurde der Hauptsitz von Urbach nach Weißbach verlegt, Ende 1989 wurde das Werk in Urbach geschlossen.
Technologisch konzentrierte sich Hornschuch in den 1980er Jahren auf das Verfahren des Tiefziehprägens und optimierte bis ins folgende Jahrzehnt hinein die darauf umgestellten Fertigungsprozesse für Kunstleder und Folien. Durch Entwicklung eines neuen Vierfarb-Druckverfahrens und den Einsatz spezieller Gravurtechniken konnten Originalvorlagen besser auf den Materialien reproduziert werden. Auch das Uni-Programm führte fortan mehr als 100 Farben.
In den 1990er Jahren kehrte Hornschuch mit neuartigen foggingarmen Synthetikfasern auf Polyurethan-Basis als Zulieferer für die Automobilindustrie zurück.
2001 übernahmen die niederländische Beteiligungsgesellschaft Halder und das Management im Zuge eines Management-Buy-outs die Mehrheit am Unternehmen. Seitdem konzentriert sich Hornschuch auf die beiden Dachmarken skai und d-c-fix. Unter dem Namen d-c-fix werden Design- und Funktionsfolien, fleckgeschützte Tischbeläge sowie Boden- und Wandbeläge, unter der Marke skai dekorative Kaschierfolien, Funktionsfolien und hochwertige Kunstlederarten für die Möbel-, Automobil-, Textil- und Baubranche hergestellt und vermarktet. Möbelfolien waren in den Jahren um 2000 das umsatzstärkste Segment.
Das Management erwarb 2006 im Zuge eines Management-Buy-outs unter Beteiligung der Equity-Bereiche einer Stuttgarter und einer Frankfurter Bank die Mehrheit an der Unternehmensgruppe. 2009 erlitt das Unternehmen durch die Wirtschaftskrise einen zeitweiligen Rückgang des Absatzes, konnte jedoch schon 2010 mit der Übernahme von O’Sullivan Films, Inc. ihre internationale Präsenz ausbauen. In jüngster Zeit wurde das Unternehmen mehrmals ausgezeichnet, beispielsweise mit der Weltmarktführerschwinge für die Aufnahme in das Lexikon der Weltmarktführer 2010 sowie mit den iF material awards.

### Besitzverhältnisse in chronologischer Zeitfolge
- Nach dem Tod Hermann Widenmeyers im Jahre 1976 wechseln die Besitzverhältnisse mehrmals, bis das Unternehmen Kunz GmbH & Co., Gschwend/Württemberg, 1983 die Mehrheitsbeteiligung an der Konrad Hornschuch AG erhält.
- 1983 gehen die Konrad Hornschuch AG und ihre Mehrheitsaktionärin Kunz GmbH & Co. an die Börse.
- 1997 übernimmt Decora Industries Inc. Mehrheitsanteile der Konrad Hornschuch AG.
- 2001 übernehmen die niederländische Beteiligungsgesellschaft Halder und das Management die Mehrheit am Unternehmen (Management-Buy-Out).
- Die Konrad Hornschuch AG ist seit 2002 Teilhaber der IHKW Industrieheizkraftwerk Weißbach GmbH, zu gleichen Teilen mit drei anderen Teilhabern.
- 2005 und 2006 entstehen eine französische Tochtergesellschaft und eine Verkaufsrepräsentanz in Russland.
- 2006 veräußert Halder seine Anteile an die DZ Equity Partner GmbH (Tochter der DZ-Bank) und den L-EA Mittelstandsfonds der L-Bank, zugleich erhöhen das Management und weitere Führungskräfte der Konrad Hornschuch AG über ein Management-Buy-out ihre Beteiligung auf 50,05 % der Aktienanteile.
- Seit 2008 hält die Kapitalbeteiligungsgesellschaft Barclays Private Equity (heute Equistone Partners Europe) 80 % der Unternehmensanteile (20 % halten zusammen das Management und die Führungskräfte).
- 2009 übernimmt Hornschuch über eine Zwischenholding Anteile zu 75 % der kek-Kaschierungen GmbH, Herbolzheim.
- 2010 übernimmt ein Unternehmen der HornschuchGroup die O’Sullivan Films, Inc., USA.[4]
- Im September 2016 gab die Continental AG bekannt, dass sie Hornschuch von Equistone Partners Europe übernehmen und damit die eigene Marke Benecke-Kaliko stärken werde.[5] Die Transaktion konnte im Frühjahr 2017 abgeschlossen werden.[6]

## Produktmarken

### d-c-fix

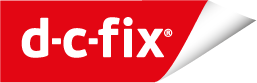
d-c-fix Logo für selbstklebende oder statisch haftende Folien

Das Unternehmen produziert und liefert unter der Marke d-c-fix selbstklebende Design- und Funktionsfolien sowie dekorative Wand-, Boden- und Tischbeläge. Dieses home decoration genannte Geschäftsfeld ist in Produktsegmente unterteilt:
- deco: Dekorative Klebefolien für individuelle Wohnideen und Gestaltungen
- glass: Tönungsfolien, Sonnenschutzfolien, Energiesparfolien, dekorative Fensterfolien etc.
- table: lebensmittelechte, flexible, abwaschbare Tischbeläge
- floor: Bodenfliesen aus Kunststoff, Click-Design-Vinyl
- wall: Wandfliesen aus Kunststoff, Rollenware zum Überkleben von Fliesen

Die Bezeichnung wurde gewählt Synonym für "Deco fix", zur schnellen Montage verschiedener Dekors.

### skai

skai (Kunstleder)

Unter der Industriemarke skai führt das Unternehmen Folien, Schaumfolien und beschichtete Trägermaterialien für die Möbel-, Automobil-, Textil- und Bauindustrie. Die Marke gliedert sich in vier Geschäftsfelder:
- furniture: Möbelfolien für Küchen- und Badmöbelfronten sowie den dekorativen Innenausbau (u. a. realistische Holzdekore)
- fashion: Hightech-Polstermaterialien (u. a. unter Anwendung von Nanotechnologie)